# Jefim Moissejewitsch Rojak

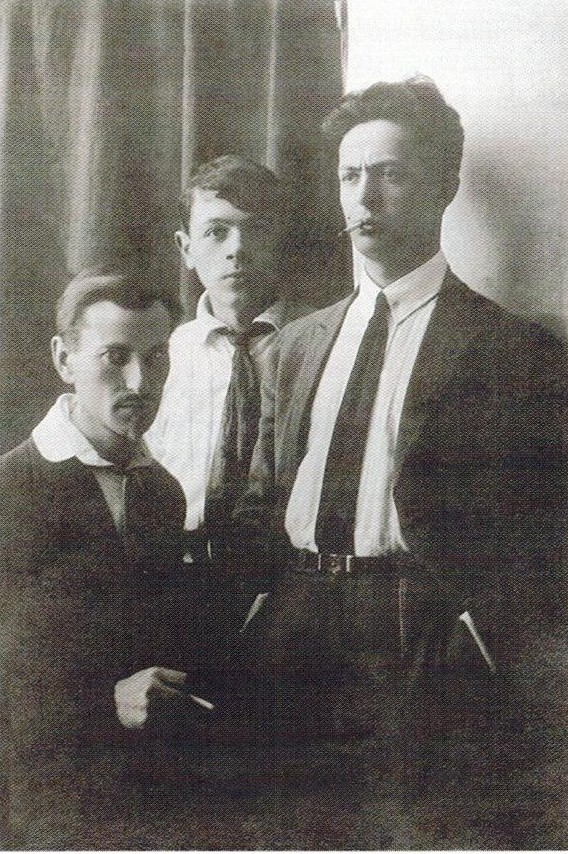
Jefim Rojak (Mitte) mit Iwan Tscherwinko (links) und Ilja Tschaschnik (rechts) in Witebsk 1922

Jefim Moissejewitsch Rojak (russisch Ефим Моисеевич Рояк; * 12. Dezemberjul. / 25. Dezember 1906greg. in Witebsk, Russisches Kaiserreich, heute Belarus; † 30. September 1987 in Moskau) war ein russisch-sowjetischer Maler, Grafiker und Architektur- und Industriedesigner. Er gehörte zu den Künstlern der russischen Avantgarde.

## Leben

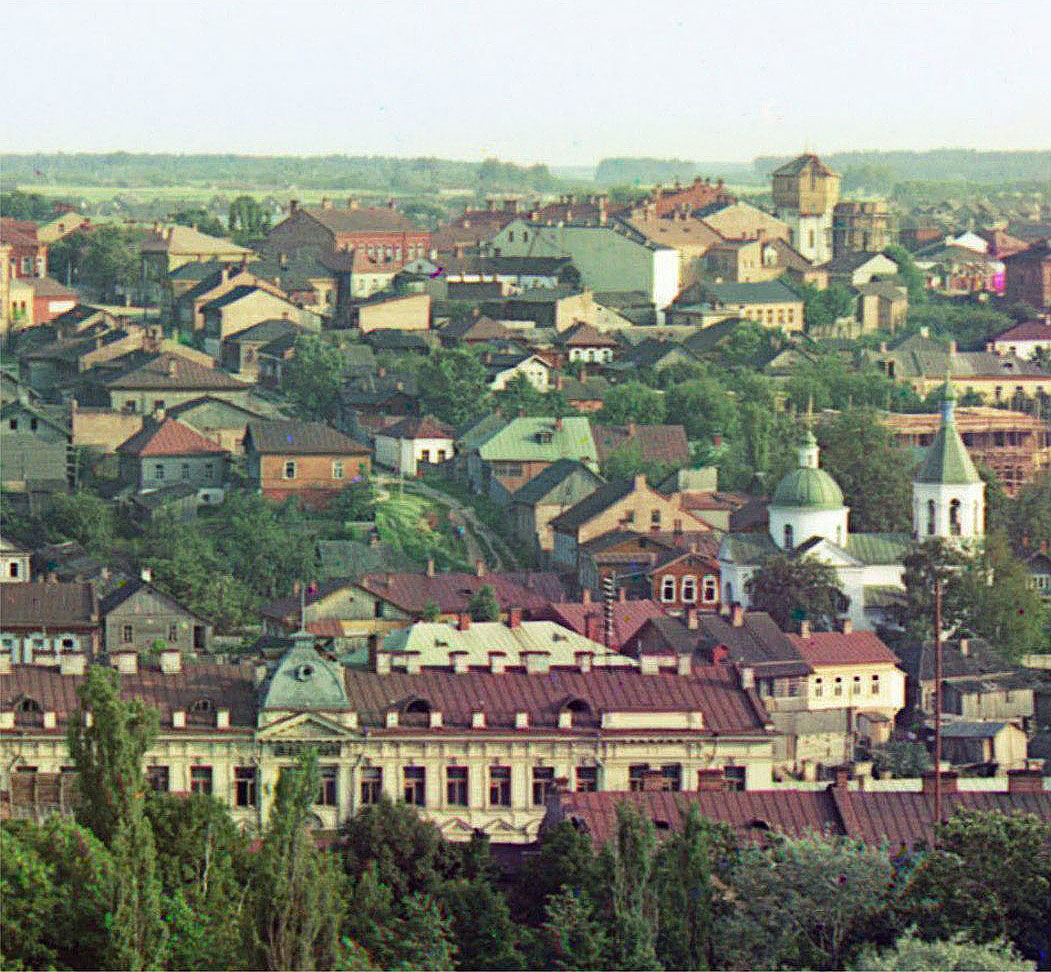
Witebsk im Jahr 1912

Rojak wurde als Sohn des jüdischen Schneiders Moissei Rojak geboren. Marc Chagall war seit 1918 in Witebsk und ließ seine Anzüge bei dem Schneider ändern. 1919 wurde Chagall auf die Zeichnungen des damals 13-jährigen Jungen aufmerksam, förderte Jefims Talent und schenkte ihm Aquarellfarben und Pinsel, die der Junge bis dahin gar nicht kannte, und malte gemeinsam mit ihm im Freien.

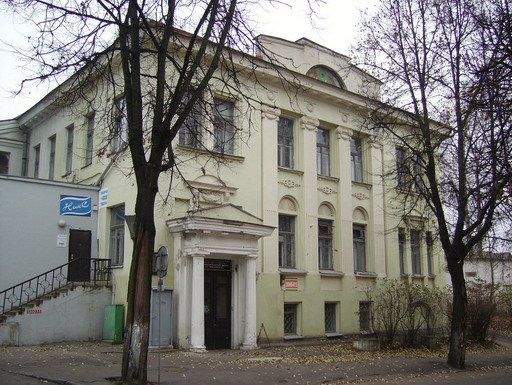
Gebäude der von Marc Chagall 1919 gegründeten Witebsker Kunstschule

Rojak besuchte ab 1919 die Witebsker Kunstschule, die Chagall seit April 1919 leitete. Rojak erhielt dort Unterricht bei Jehuda Pen, Chagalls früherem Zeichenlehrer. Zu Rojaks weiteren Lehrern gehörten Kasimir Malewitsch, Nina Kogan, Wera Jermolajewa und El Lissitzky.
Malewitsch führte in der Schule den Suprematismus ein. Dadurch entwickelte sich zwischen Chagall und Malewitsch ein Richtungsstreit zwischen Figuration und Abstraktion. Malewitsch konnte die Lehrerschaft und einen Großteil der Schüler für sich gewinnen. Chagall musste 1920 sein Amt niederlegen und verließ die Schule. Rojak blieb Schüler an der Witebsker Kunstschule und wurde in das Atelier von Malewitsch aufgenommen. Im gleichen Jahr schloss sich Rojak der Künstlergruppe UNOWIS an, die sich aus Lehrern und Schülern um Malewitsch und El Lissitzky gebildet hatte, und war damit das jüngste Mitglied dieser Künstlervereinigung.
Bereits 1921 beteiligte Rojak sich mit seinen Arbeiten an der Kollektivausstellung der UNOWIS in Witebsk und 1922 an der Ersten Russischen Kunstausstellung in Berlin. 1922 wurde die Witebsker Schule geschlossen. Einige Lehrer und Studenten sowie die Künstler der UNOWIS, darunter auch Rojak, zogen mit Malewitsch nach Petrograd. Rojak setzte dort seine Ausbildung bei Malewitsch fort.

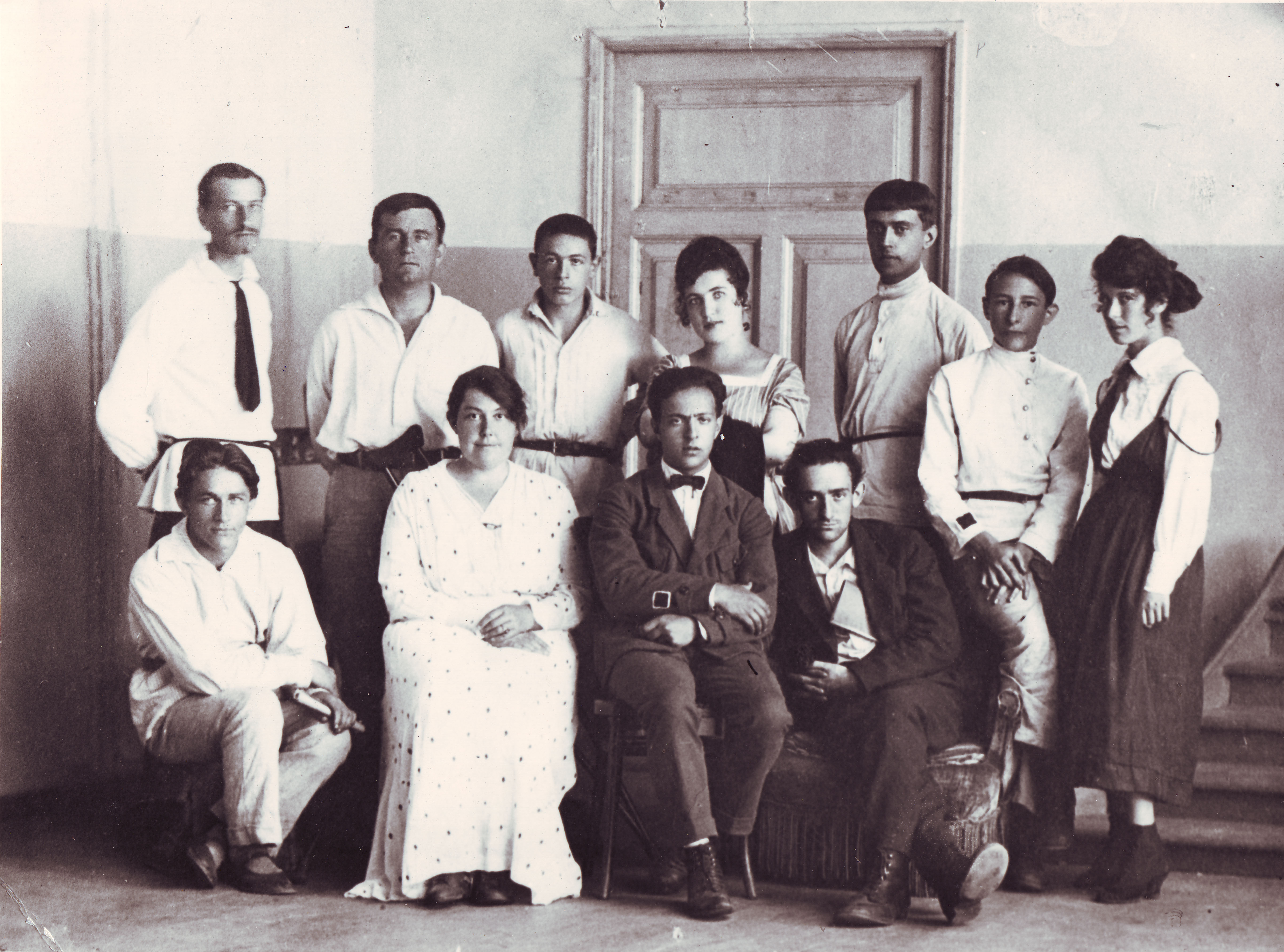
Mitglieder der UNOWIS 1922. Hintere Reihe, 3. v. l.: Jefim Rojak

1923 beteiligte Rojak sich an der „Gemäldeausstellung Petrograder Künstler aller Richtungen“. Ebenfalls 1923 kam der gleichaltrige Konstantin Roschdestwinski (1906–1997) zu Malewitsch, um seine in Tomsker Kunstateliers begonnene Ausbildung fortzusetzen. Ein erhalten gebliebenes Foto von 1925 zeigt Rojak und Roschdestwinski in ihrer Praktikantenzeit. Roschdestwinski malte auch ein Porträt von Jefim Rojak, das im Moskauer Museum des russischen Impressionismus aufbewahrt ist.
Von 1924 bis 1926 war Rojak zunächst als Praktikant und später als wissenschaftlicher Mitarbeiter am Staatlichen Instituts für künstlerische Kultur (GINChUK) in dessen Formtheoretischen Abteilung tätig, die von Malewitsch geleitet wurde.
Mit der Machtübernahme Stalins im Jahr 1924 spitzten sich die Auseinandersetzungen zwischen den verschiedenen nach der Oktoberrevolution entstandenen Künstlergruppen zu. Scharf kritisiert wurden angebliche künstlerische Verfehlungen Bereits 1926 wurde das staatliche Institut für künstlerische Kultur (GINChUK) geschlossen und die suprematistischen Ideen als degenerierter „Formalismus“ herabgewürdigt.
Nach der Schließung der GINChUK zog Rojak 1927 nach Moskau und war in den Folgejahren in verschiedenen Architekturbüros tätig. Dabei konnte er die bei Malewitsch erworbenen Kenntnisse und Fähigkeiten nutzen. Seine GINChUK-Studien in den Bereichen der architektonischen Modellierung, der volumetrischen und räumlichen Gestaltung sowie Malewitschs Bestrebungen, das suprematistische Konzept mit der angewandten Kunst zu verbinden, beeinflussten Rojaks weitere Entwicklung entscheidend.
Im Jahr 1928 hatte Rojak seine erste Einzelausstellung im Staatlichen Institut für den Bau von Zementfabriken.

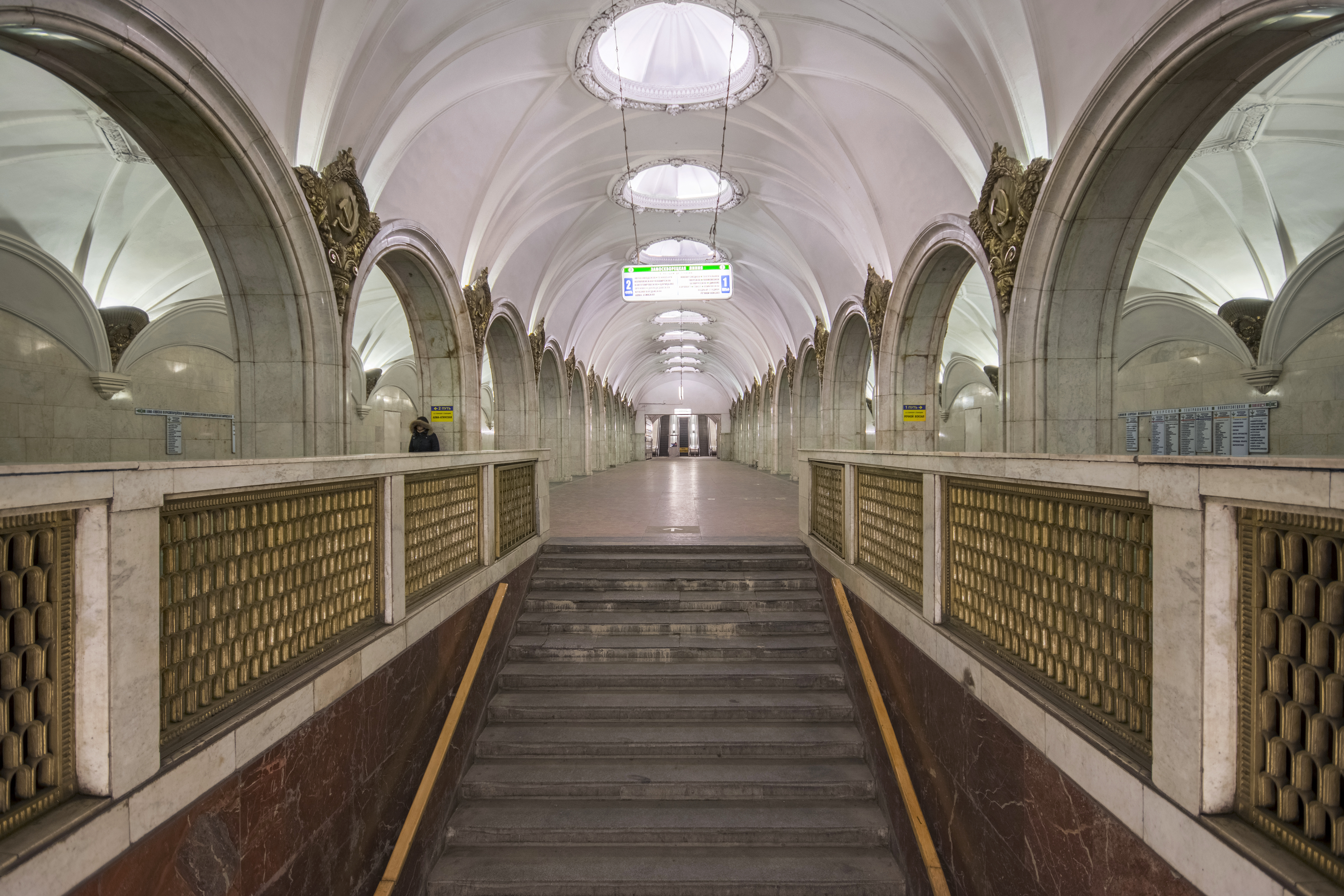
Moskauer Metrostation Pawelezkaja, eröffnet 1943

Im April 1932 erließ das Zentralkomitee der Kommunistischen Allunions-Partei (Bolschewiki) den Beschluss „Über den Umbau der literarisch-künstlerischen Organisationen“. Der Sozialistische Realismus mit betonter Wirklichkeitsnähe und ohne Abstraktion wurde als neue Kunstrichtung festgelegt. Gleichzeitig wurden alle bisherigen Künstlervereinigungen aufgelöst.
Von 1934 bis 1941 arbeitete Rojak als Designer im Architekturbüro der Brüder Alexander Alexandrowitsch Wesnin und Wiktor Alexandrowitsch Wesnin. 1935 wurde der Generalplan zur Neugestaltung Moskaus als moderne Metropole beschlossen. Im gleichen Jahr wurde die Moskauer Metro eröffnet. Rojak bearbeitete zahlreiche Dekorations- und Designprojekte, beispielsweise für das Regierungszentrum in Kiew, für das Haus des Volkskommissariats für Schwerindustrie in Moskau, für die neuen Moskauer Wohnsiedlungen, für die Moskauer Metrostation Pawelezkaja, für die Lichatschow-Autowerke in Moskau sowie für Pavillons der UdSSR auf den Weltausstellungen 1937 in Paris und 1939 in New York. In Zusammenarbeit mit El Lissitzky entwarf er für einen Wettbewerb ein Projekt für eine Textilfabrik. Darüber hinaus erforschte Rojak die künstlerischen Möglichkeiten von Glas als Baumaterial und entwickelte Innenraumgestaltungen. Durch die aktive Beteiligung an allen Projekten im Architekturbüro der Wesnin-Brüder lernte er konstruktivistische Prinzipien kennen, die sich später in den Kompositionstechniken und der strukturellen Logik seiner Collagen widerspiegelten.

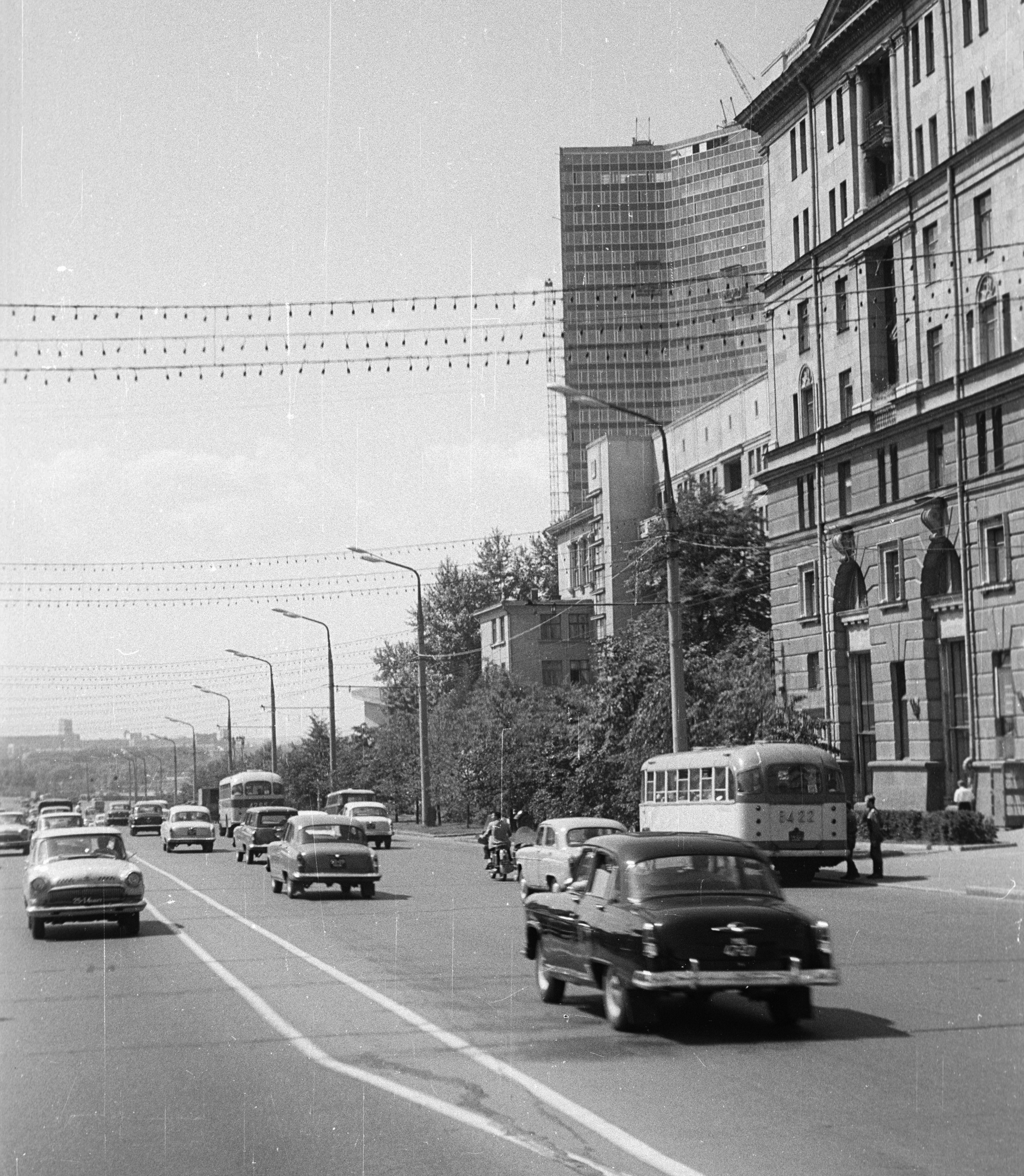
Moskau, Nowy Arbat, 1966

1941 wurde er Soldat und war bis 1945 als Sergeant im Krieg. Er kämpfte in der Schlacht bei Stalingrad mit und wurde verwundet. 1943 trat er in die Kommunistische Allunions-Partei ein. Er kam mit der Roten Armee nach Berlin, erhielt mehrere Auszeichnungen und war auch Teilnehmer der Siegesparade auf dem Roten Platz in Moskau.
Nach dem Krieg arbeitete Rojak von 1945 bis 1948 am Allunionsforschungsinstitut für Glas als Glasdesigner und entwarf Beleuchtungskörper für Moskauer Metrostationen. 1948 kehrte er in das Architekturbüro der Wesnin-Brüder zurück und war dort bis 1954 als Architekturdesigner tätig.
1954 wechselte Rojak zum Moskauer Forschungs- und Projektierungsinstitut für Typen- und Experimentalbau (MNIITEP) und wurde zum Chefdesigner für den Kiewer Bezirk von Moskau ernannt. An diesem Institut war Rojak 20 Jahre lang bis 1974 tätig und arbeitete vor allem an Projekten für den Wohnungsbau.
Jefim Moisejewitsch Rojak starb am 30. September 1987 in Moskau.

## Schaffen
Rojaks Werke aus den frühen 1920er Jahren entstanden unter dem Einfluss seines Lehrers Malewitsch im Stil des Suprematismus. Dabei waren die suprematistischen Formen in Rojaks Gemälden Teil der Komposition und hatten dekorativen Charakter. Sie bildeten nicht die grundlegende Basis wie bei Malewitsch.
Mitte der 1920er Jahre kehrte Rojak zur figurativen Malerei zurück und schuf mehrere Aquarellbilder mit  Stadtansichten und Landschaften, die auch seine Erinnerungen an die Kindheit in Witebsk widerspiegelten.
Zu den bekanntesten Werken Rojaks gehören seine Collagen. Das 1925 entstandene Selbstporträt zeigt die Collagetechnik seiner frühen Jahre. In der zweiten Hälfte der 1930er Jahre wiesen Rojaks Collagen Merkmale des konstruktivistischen Minimalismus, die er in dekorativer Farbigkeit gestaltete.
Nur wenige Menschen wussten, dass Rojak weiterhin als Künstler tätig war. Auch Freunden zeigte er seine Arbeiten nicht. Rojak hatte keinerlei Verbindung zu Künstlerkreisen und war mit seinen Werken nicht an Ausstellungen beteiligt.
Nach dem Krieg kehrte er zu seinen früheren Mal- und Gestaltungstechniken zurück und entwickelte sie weiter. Auffallend ist, dass er in seinen Bildern keine Kriegserlebnisse verarbeitete.
In den 1950er Jahren verwendete Rojak für seine Collagen vorwiegend Zeitungsausschnitte, Zeitschriftenausschnitte und nur teilweise Fotografien. Die Collagearbeiten drängten in dieser Zeit seine anderen künstlerischen Gestaltungsformen in den Hintergrund. In den 1960er und 1970er Jahren wandte sich Rojak erneut der geometrischen Abstraktion zu und griff dabei frühere Ideen aus seinem Schaffen der 1920er Jahre wieder auf.
Rojak malte im Laufe seines Lebens mehrere Porträts von Freunden und Kollegen, in denen diese mit erkennbaren Motiven ihrer Werke dargestellt wurden. Darunter befindet sich auch das Porträt seines Lehrers Malewitsch, das er 1960 anlässlich dessen 15. Todestags gestaltete. Diese Porträtbilder nehmen einen besonderen Platz im Werk des Künstlers ein.

## Werke (Auswahl)
Rojaks Werke werden in der Tretjakow-Galerie in Moskau, im Russischen Museum in Leningrad und im Nationalen Kunstmuseum der Republik Belarus in Minsk aufbewahrt. Außerdem werden seine Werke auf vielen Auktionen angeboten.
- Komposition (Nationales Kunstmuseum der Republik Belarus), 1921, Bleistift auf Papier.
- Komposition (Nationales Kunstmuseum der Republik Belarus), 1924, Bleistift auf Papier.
- Selbstbildnis mit Pfeife, 1925, 29,5 cm × 20,7 cm, Collage.
- Musik, 1929, 18 cm × 14 cm, Tempera auf Karton.
- Skulpturen, 1952, 40 cm × 35 cm, Tempera auf Karton.
- Raumkomposition, 1953, 45 cm × 40 cm, Tempera auf Karton.
- Dächer von Witebsk, 1960.
- Zirkus (Sammlung Roman Babitschew), 1960, Tempera und Bleistift auf Karton, 36,6 cm × 18,6 cm.[17]
- Bildnis Kasimir Malewitsch, 1960, 37 cm × 40,5 cm, Öl auf Leinwand.
- Bildnis Michail Matjuschin, 1960, 40 cm × 30 cm, Tempera auf Karton.
- Bildnis Olga Rosanowa, 1961, 60 cm × 40 cm, Tempera auf Leinwand.
- Spaziergang, 1964, 30 cm × 24 cm, Collage.
- Interieur (Witebsk), 1964, 23,5 cm × 18 cm, Tempera auf Karton.
- In einer Schneiderwerkstatt (Porträt des Vaters), 1969.
- Gruppenbildnis, 1970, 40 cm × 45 cm, Tempera auf Karton.
- Mein Witebsk, 1975, 50 cm × 35 cm, Tempera auf Karton.
- Räumliche Komposition, 1978, 30 cm × 40 cm, Collage.
- Mädchen, um 1980, 40 cm × 30 cm, Tempera auf Leinwand.
- Mädchenbildnis, 1983, 32 cm × 27 cm, Collage.
- Stillleben mit Flaschen (Sammlung Roman Babitschew), 1983, 25,2 cm × 18,7 cm, Collage mit Zeitungsausschnitten auf Karton.[17]

## Ausstellungen
- 1928: Moskau
- 1989: Moskau[4]
- 1991: Jefim M. Rojak – Malerei, Collage, Zeichnung.
  - 9. März bis 28. April, Museum Bochum
  - 26. November bis 29. Dezember, Wilhelm-Hack-Museum Ludwigshafen[18]
- 2010: Russischer Futurismus. Werke aus der Sammlung Enrico Maltauro. Museo Revoltella, Triest.[19]
- 2011: Dialog über Grenzen. Die Sammlung Hans-Peter Riese. Galerie der Mittelböhmischen Region, Kutná Hora.[20]
- 2015: Im Zeichen von Malewitsch. Staatliche Tretjakow-Galerie, Moskau.[3]
- 2017–2018: Modernismus ohne Manifest. Die Sammlung Roman Babitschew. Museum für moderne Kunst, Moskau[21]
- 2018: Chagall, Lissitzky, Malewitsch. Die russische Avantgarde in Witebsk (1918–1922). Centre Pompidou, Paris.[22][23]